# Спач (затвор)
Затворът Спач е бивш политически затвор при село Спач, Северна Албания в периода на Комунистическа Албания от 1968 до 1991 г.
Затворниците са работили в рудници. През 1973 г. група затворници организират бунт, като издигат некомунистическо знаме.
Имало е планове за превръщане на бързо влошаващия се обект в музей, но са изоставени. Бившият затвор днес е обявен за паметник паметник на културата от II категория.
През 2015 г. затворът е включен от базираната в Ню Йорк организация World Monument Fund в списъка на 50-те най-застрашени паметници в света.